# タムベイ
タムベイ (ロシア語: Тамбей)とは、ロシア連邦ヤマロ・ネネツ自治管区ヤマル地区の非法人地域にある村。人口は34人（2010年）。